# Neotrichia tertia
Neotrichia tertia är en nattsländeart som först beskrevs av Martin E. Mosely 1939.  Neotrichia tertia ingår i släktet Neotrichia och familjen smånattsländor. Inga underarter finns listade i Catalogue of Life.